# Ngựa Riwoche
Ngựa Riwoche là một giống ngựa lùn có màu lông ngựa nâu xám có nguồn gốc ở phía đông bắc Tây Tạng. Giống ngựa này đã được quốc tế chú ý vào năm 1995, lúc đó vẻ ngoài nguyên thủy và kích thước nhỏ bé của nó đã dẫn đến suy đoán rằng nó có thể là một mối liên hệ tiến hóa giữa ngựa hoang thời tiền sử và ngựa bản địa hiện đại. Tuy nhiên, phân tích sau đó đã chứng minh rằng nó không phân biệt về mặt di truyền với những con ngựa hiện đại.

## Nghiên cứu
Giống ngựa này có tên được đặt theo tên địa danh là Hạt Riwoqê, ở Kham, đông bắc Tây Tạng. bằng cách vượt qua một ngọn núi 5.000 mét (16.000 ft), bởi một nhóm các nhà thám hiểm do nhà dân tộc học người Pháp Michel Peissel dẫn đầu. Trong một chuyến thám hiểm để nghiên cứu một giống ngựa khác mà Peissel đã quan sát trước đó vào năm 1993, giống ngựa Nangchen, ông đã nhìn thấy một số con ngựa nhỏ trong một thung lũng biệt lập ở vùng Riwoche của Tây Tạng. Những con vật này không được biết đến với phần còn lại của thế giới, nhưng được người dân Bon-po địa phương quen thuộc và sử dụng, Peissel và đoàn của ông đã lấy mẫu máu từ đàn để xét nghiệm DNA; Harrison, một nhà di truyền học tại Đại học Nông nghiệp Hoàng gia ở Cirencester, Anh. Giống ngựa sau đó được các nhà thám hiểm châu Âu đặt tên theo vùng quê nhà.